# 松澤正芳
松澤 正芳（まつざわ まさよし、1930年12月21日-  ）は、日本の経営者。藤田観光社長を務めた。埼玉県出身。

## 来歴・人物
1953年に東京大学経済学部を卒業し、同年に藤田観光に入社した。1976年3月に取締役に就任し、1979年3月に常務、1985年3月に専務を経て、1987年7月に副社長に就任し、1990年11月には社長に昇格した。1997年3月に会長を経て、1998年10月に相談役に就任。